# Călin Georgescu
Călin Georgescu (Bukarest, 1962. március 26.) román mérnök, szélsőjobboldali politikus, a talajtan doktora, a fenntartható fejlődés szakértője, a „Carol I” Nemzetvédelmi Főiskola posztgraduális szakán végzett, független jelölt a 2024-es elnökválasztáson.
Az 1990-es évektől több kormányban is dolgozott a Környezetvédelmi Minisztériumban és a Külügyminisztériumban, és többször javasolták miniszterelnöknek,  legutóbb a Románok Egyesüléséért Szövetség (AUR) 2021-ben.
Légiópárti, oroszbarát, a koronavírus-járványt lekicsinylő, illetve rendszerellenes kijelentéseivel vált ismertté.  
Ion Antonescuról és Corneliu Zelea Codreanuról tett kijelentései miatt 2022-ben vádat emeltek ellene háborús bűnösök és népirtásban bűnösök kultuszának népszerűsítése, illetve a fasiszta és legionárius eszmék népszerűsítése miatt. Az interjú az AUR vezetését is felháborította.

## Fordítás
Ez a szócikk részben vagy egészben  a   Călin Georgescu című román Wikipédia-szócikk ezen változatának fordításán alapul.  Az eredeti cikk szerkesztőit annak laptörténete sorolja fel. Ez a jelzés csupán a megfogalmazás eredetét és a szerzői jogokat jelzi, nem szolgál a cikkben szereplő információk forrásmegjelöléseként.